# NGC 6370
NGC 6370 ist eine 12,9 mag helle elliptische Seyfertgalaxie (Typ 2) vom Hubble-Typ E0 im Sternbild Drache und etwa 372 Millionen Lichtjahre von der Milchstraße entfernt.
Sie wurde am 19. April 1885 von Lewis A. Swift entdeckt.